# Pierre Vigny
Pierre Vigny   (Taninges, 25 de març de 1866 - Nyon, 22 de setembre de 1943) va ser un mestre d'armes francès (nascut a Taninges, Alta Savoia el 1866) que va estar actiu durant el segle xix i principis del segle xx. Es va especialitzar en el savate francès i en l'art de lluitar amb bastons coneguts com canne de combat, que va modificar molt per adaptar-se millor a les seves teories d'autodefensa efectiva.
El 1886, Vigny es va incorporar al Segon Regiment d'Artilleria Francesa a Grenoble. Deixant l'exèrcit el 1898, va fundar una escola d'armes i defensa personal a Ginebra i després es va traslladar a Londres, on es va convertir en l'instructor en cap del Bartitsu Club dirigit per Edward William Barton-Wright. Per aquesta època, Vigny també va establir una tradició d'exhibicions anuals d'esports de combat i habilitats de defensa personal.
El 1903, Vigny va obrir la seva pròpia acadèmia d'autodefensa a Londres, amb seu al número 18 de Berner Street. Durant aquest període, també es va casar amb una jove anomenada Miss Sanderson, que es va convertir en la seva ajudant d'instructor. Va continuar treballant com a instructor de combat cos a cos, incloent reclutes d'entrenament de compromís a l'escola militar d'Aldershot. Uns anys més tard, la seva dona Marguerite va desenvolupar una tècnica d'autodefensa amb un paraigua.
El 1912, Vigny va tornar a Ginebra i hi va establir una altra escola d'autodefensa.

## El mètode Vigny de lluita amb bastons
Vigny és el més recordat avui dia com el fundador d'un estil únic de lluita amb bastons, que utilitzava bastons i paraigües com a armes d'autodefensa. Aspectes del seu mètode van ser registrats per EW Barton-Wright en una sèrie d'articles titulats Self Defense with a Walking Stick, publicats a la revista Pearson's Magazine el 1901.
El 1923, el superintendent HG Lang, un oficial de la policia de l'Índia, va escriure un llibre titulat Walking Stick Method of Self Defense que es basava en gran part del sistema de Vigny a través de la formació de Lang amb l'estudiant de Vigny Percy Rolt. Durant la dècada de 1940, el llibre de Lang es va convertir en la base per a l'entrenament d'autodefensa de desenes de milers de jueus que vivien a Palestina.